# Jan Paul Valkema Blouw
Jan Paul Valkema Blouw (Haarlem, 23 oktober 1884 – Zeist, 18 februari 1954) was een Nederlands autodidactisch graficus, schilder, etser en lithograaf, verder leraar en ingenieur.

## Leven
Hij werd geboren in Haarlem als zoon van Harmannus Albertus Jacobus Valkema Blouw en Adriana Strining. Zijn vader was leraar aan het gymnasium aldaar.
Valkema Blouw was achtereenvolgens werkzaam te Haarlem (1911), Zwammerdam (1911-1912), Dordrecht (1921), Apeldoorn (vanaf 1921), Dordrecht, Apeldoorn (1941-1952), Beilen (1953), en Den Dolder (1953-1954).
Valkema Blouw huwde in 1915 in Den Haag met Afina Maria Dekker. Ze kregen drie kinderen die in Apeldoorn opgroeiden. Hij werkte daar als leraar wiskunde aan de H.B.S., en als leraar natuurkunde aan het Apeldoorns Gymnasium. Valkema Blouws vrouw moest in de jaren dertig eerst regelmatig en later permanent buitenshuis verpleegd worden. Het oudste kind was de antiquaar en boekhistoricus Paul Valkema Blouw.  
Valkema Blouw was succesvol met zijn jeugdboeken, en gold als een verdienstelijk kunstenaar en wordt dan ook vermeld in verschillende naslagwerken. Zijn onderwerpen waren (berg-)landschappen, bloemen, stillevens en wajangpoppen. In het Rijksmuseum Amsterdam zijn meerdere werken van Valkema Blouw te vinden, landschappen (vaak met water), molens, stadsgezichten, modelstudies en prenten.

### Jeugdliteratuur
Enkele jeugdboeken zijn:
- (1925-1931) Boeken voor jongens
  - (1925) Op zoek naar de schatten van Bidoux.
  - (1926) Het eiland der apen.
  - (1926) Kardon, een moderne Robinson Crusoë.
  - (1927) De gekantelde karos.
  - (1928) De wedstrijd over den oceaan.
  - (1929) Uit 't leven van kapitein Prum.
  - (1930) Het verdwenen parelsnoer. Kapitein Prum-reporter-detectief.
- (1927) De gekantelde karos.
- (1934) Het smokkelschip Beredino. Een boek van avontuur.
- (1935) Het goud van de Melusco. Een boek van avontuur.
- (1937) De gestolen Rembrandt. 't Verhaal van een ontvreemd meesterwerk.
- (1937) Diamanten. Het raadselachtige testament.
- (1938) In het diepst van de wildernis. Een boek van avontuur.
- (1939) Drie jongens op avontuur.
- (1944) Het grote avontuur.

### Toneel
- (1929) De familie Kegge. Toneelspel in vijf bedrijven naar de Camera Obscura van Hildebrand
- (1929) De familie Stastok. Tooneelspel in vijf bedrijven, naar de "Camera Obscura" van Hildebrand
- (1930) Sancho Panza: spel in vier bedrijven naar Cervantes' Don Quichot.

### Educatie
Schoolboeken en educatieve boeken:
- (1913) (met J. Geest) Leerboek der mechanica
  - deel A: De mechanica als grondslag der natuurkunde. Onder andere bestemd voor de 3e klasse H.B.S.
  - deel B: De elementaire mechanica: onder andere bestemd voor de 4e en 5e klasse H.B.S.
- (1933) Schilderen met olieverf: een handleiding voor amateurs en hen die het willen worden
- (1936) Heelal van licht. Speculatieve beschouwingen omtrent ruimte en tijd
- (1940) Panorama der natuur-, schei-, wiskunde en mechanica. Universiteit voor zelfstudie

- Biografisch Portaal: 64907482
- Digitale Bibliotheek voor de Nederlandse Letteren: valk023
- International Standard Name Identifier: 0000 0003 9046 5700
- Nederlandse Thesaurus van Auteursnamen: 071743561
- RKD-Nederlands Instituut voor Kunstgeschiedenis: 118905
- Istituto Centrale per il Catalogo Unico: CUBV157905
- Virtual International Authority File: 284132495
- WorldCat: E39PBJmTmwjvPcc4X6vdQ3PYT3